# Sybra varipennis
Sybra varipennis là một loài bọ cánh cứng trong họ Cerambycidae.